# ماریا شیکل گروبر
ماریا آنا شیکلگروبر (به آلمانی: Maria Anna Schicklgruber) (‏۱۵ آوریل ۱۷۹۵ - ۷ ژانویه ۱۸۴۷) مادربزرگ آدولف هیتلر بود.
در دهکده کوچک استرونز در اتریش به دنیا آمد. او دختر سریسکا پفیسنگر (؟ - ۱۱ نوامبر ۱۸۲۱) و کشاورزی به نام یوهانس شیکلگروبر (۲۹ مه ۱۷۶۴ - ۱۲ نوامبر ۱۸۴۷) بود. ماریا نیز مثل خانواده و بیشتر همسایه‌هایشان کاتولیک بود.